# Святий терор
«Святий терор» (англ. A Holy Terror) — американський вестерн режисера Ірвінга Каммінгса 1931 року.

## Сюжет
Син загиблого при загадкових обставинах багатія Східного узбережжя вирушає на захід США, де, як йому стало відомо, криється відповідь на питання про причину загибелі його батька.

## У ролях
- Джордж О'Брайєн — Тоні Бард або Вудбері
- Селлі Ейлерс — Джеррі Фостер
- Ріта Ла Рой — Кітті Керролл
- Гамфрі Богарт — Стів Неш
- Джеймс Кірквуд — Вільям Дрю
- Стенлі Філдс — Бутч Морган
- Роберт Воррік — Джон Бард або Томас Вудбері
- Річард Такер — Том Геджс
- Ерл Пінгрі — Джим Лоулер, менеджер на ранчо